# Табулда
Та́булда (рос. Табулда, башк. Табылды) — присілок у складі Стерлібашевського району Башкортостану, Росія. Входить до складу Кундряцької сільської ради.
Населення — 306 осіб (2010; 359 в 2002).
Національний склад:
- башкири — 97%